# Abancourt (Oise)
Abancourt ist eine französische Gemeinde mit 581 Einwohnern (Stand 1. Januar 2022) im Département Oise in der Region Hauts-de-France (zuvor Picardie). Die Gemeinde gehört zum Arrondissement Beauvais zur Communauté de communes de la Picardie Verte und zum Kanton Grandvilliers.

## Geographie
Die Gemeinde Abancourt liegt am Oberlauf der Bresle an der Grenze zum Département Seine-Maritime, 45 Kilometer südwestlich von Amiens. In Abancourt kreuzen sich die Bahnstrecken von Amiens nach Reims und von Aumale nach Beauvais. Der Bahnhof von Abancourt wurde 1867 in Betrieb genommen. Zur Gemeinde gehören der Weiler la Montagne im Westen und Hennicourt östlich der Bahnhofssiedlung. Umgeben wird Abancourt von den Nachbargemeinden Lannoy-Cuillère im Norden, Romescamps im Nordosten, Saint-Thibault im Osten, Moliens im Südosten, Blargies im Süden sowie Criquiers im Westen.

## Geschichte
Keramikfunde aus gallisch-römischer Zeit weisen auf frühe Besiedelung hin.
Abancourt gehörte bis 1823 zu Romescamps. 1867 wurde die Bahnstrecke von Amiens nach Rouen eröffnet; die Verbindungen nach Le Tréport und Paris folgten von 1873 bis 1875.
Die Gemeinde erhielt aus Auszeichnung das Croix de guerre 1914–1918.

## Bevölkerungsentwicklung
| Jahr                       | 1962 | 1968 | 1975 | 1982 | 1990 | 1999 | 2010 | 2021 |
| -------------------------- | ---- | ---- | ---- | ---- | ---- | ---- | ---- | ---- |
| Einwohner                  | 507  | 519  | 527  | 593  | 582  | 567  | 646  | 594  |
| Quellen: Cassini und INSEE |      |      |      |      |      |      |      |      |

## Sehenswürdigkeiten
- Kirche Mariä Geburt (Église Notre-Dame-de-la-Nativité) aus dem 19. Jahrhundert
- Kapelle der Unbefleckten Maria und Trösterin der Unterdrückten im Ortsteil Hennicourt aus dem Jahr 1856

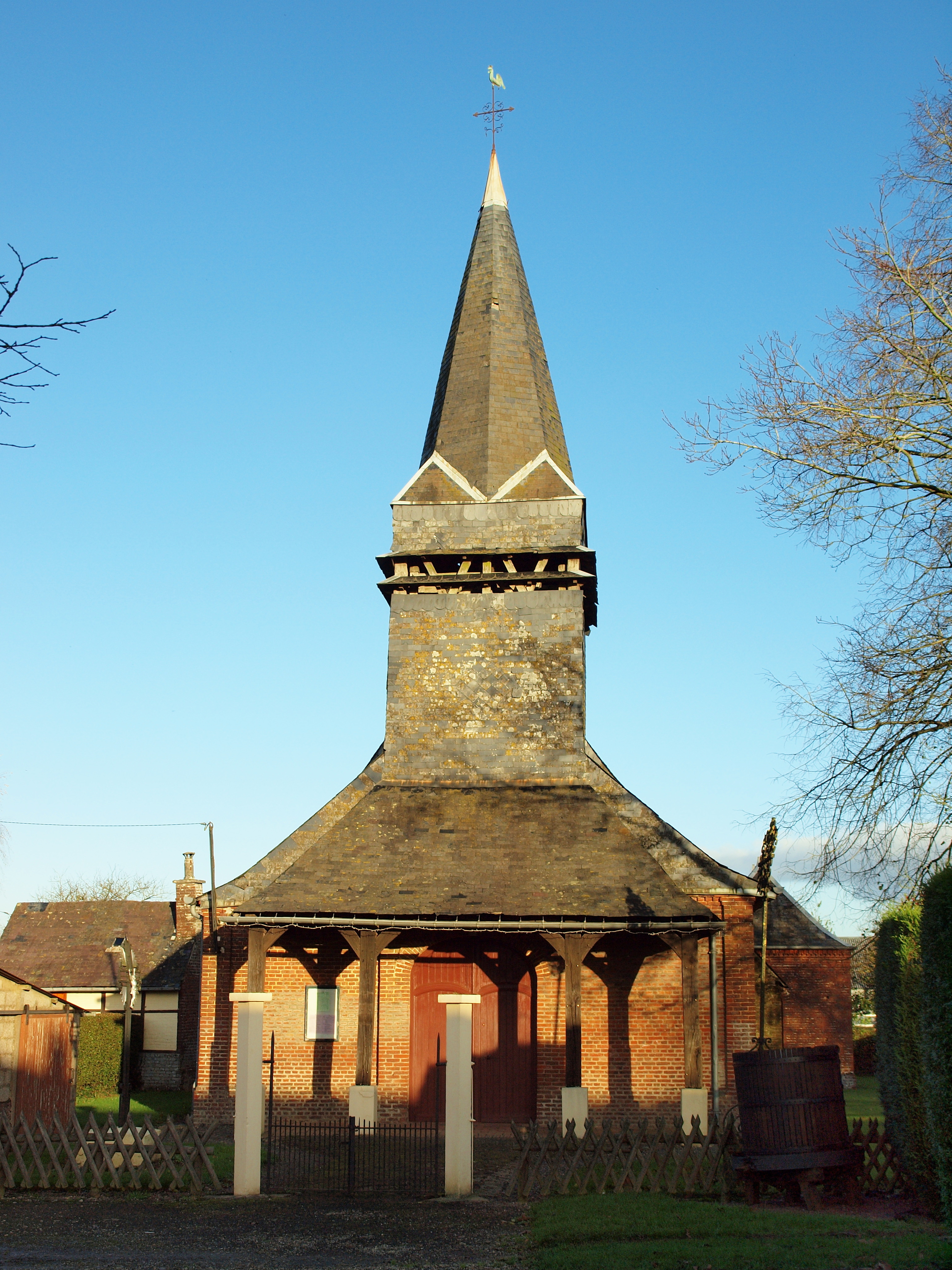
Kirche Mariä Geburt
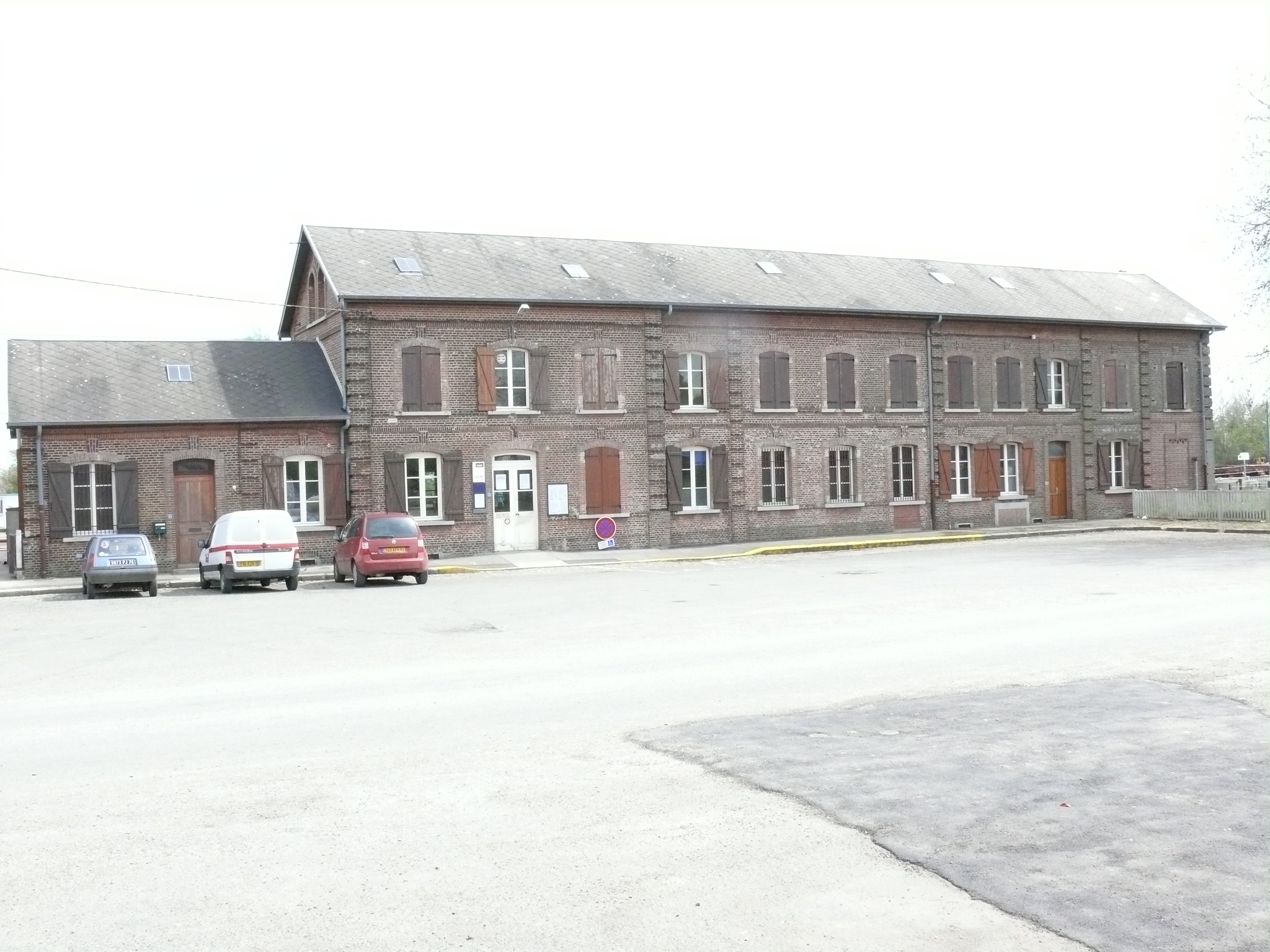
Bahnhofsgebäude vor der Renovierung 2008
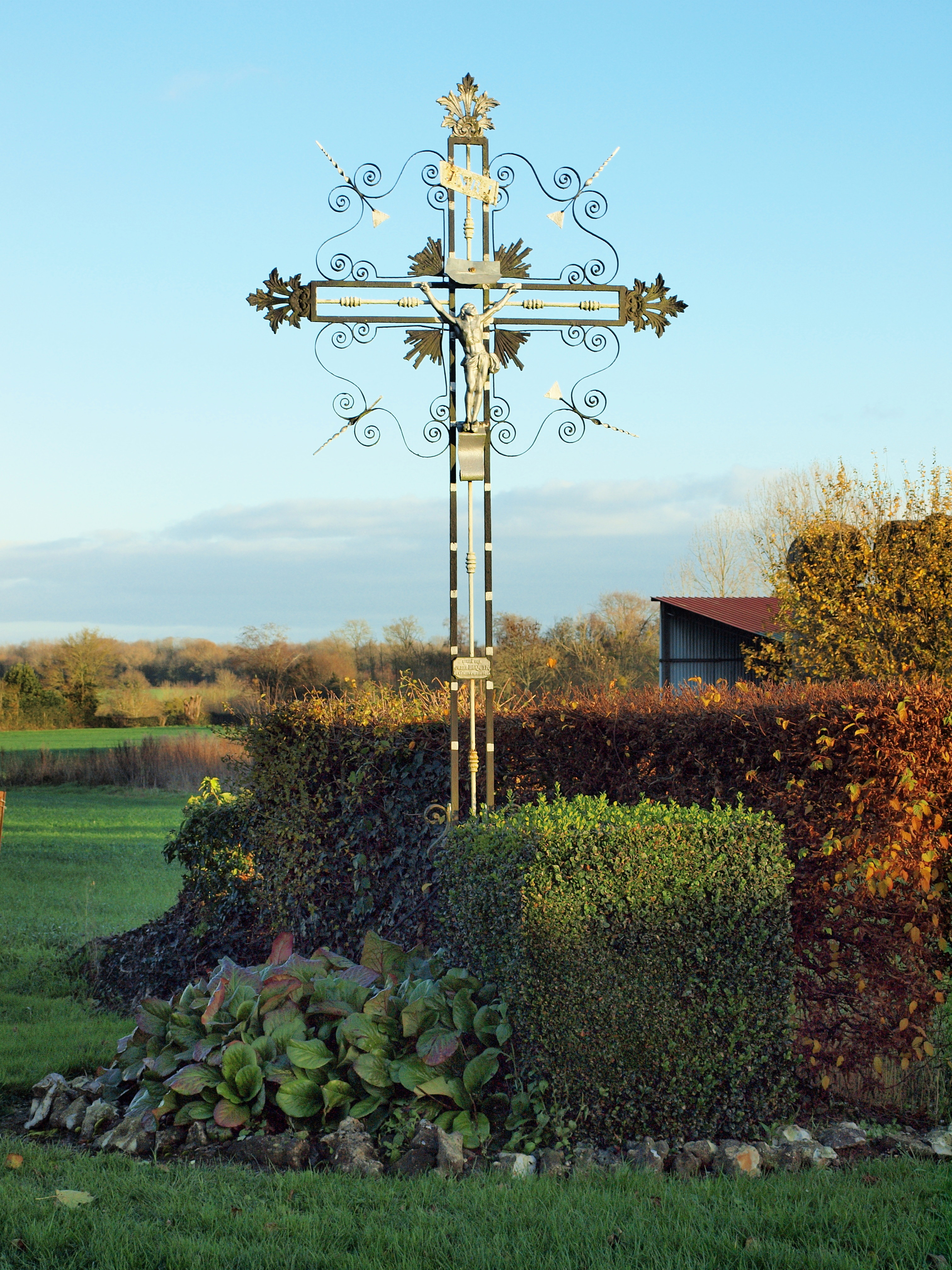
Monumentalkreuz
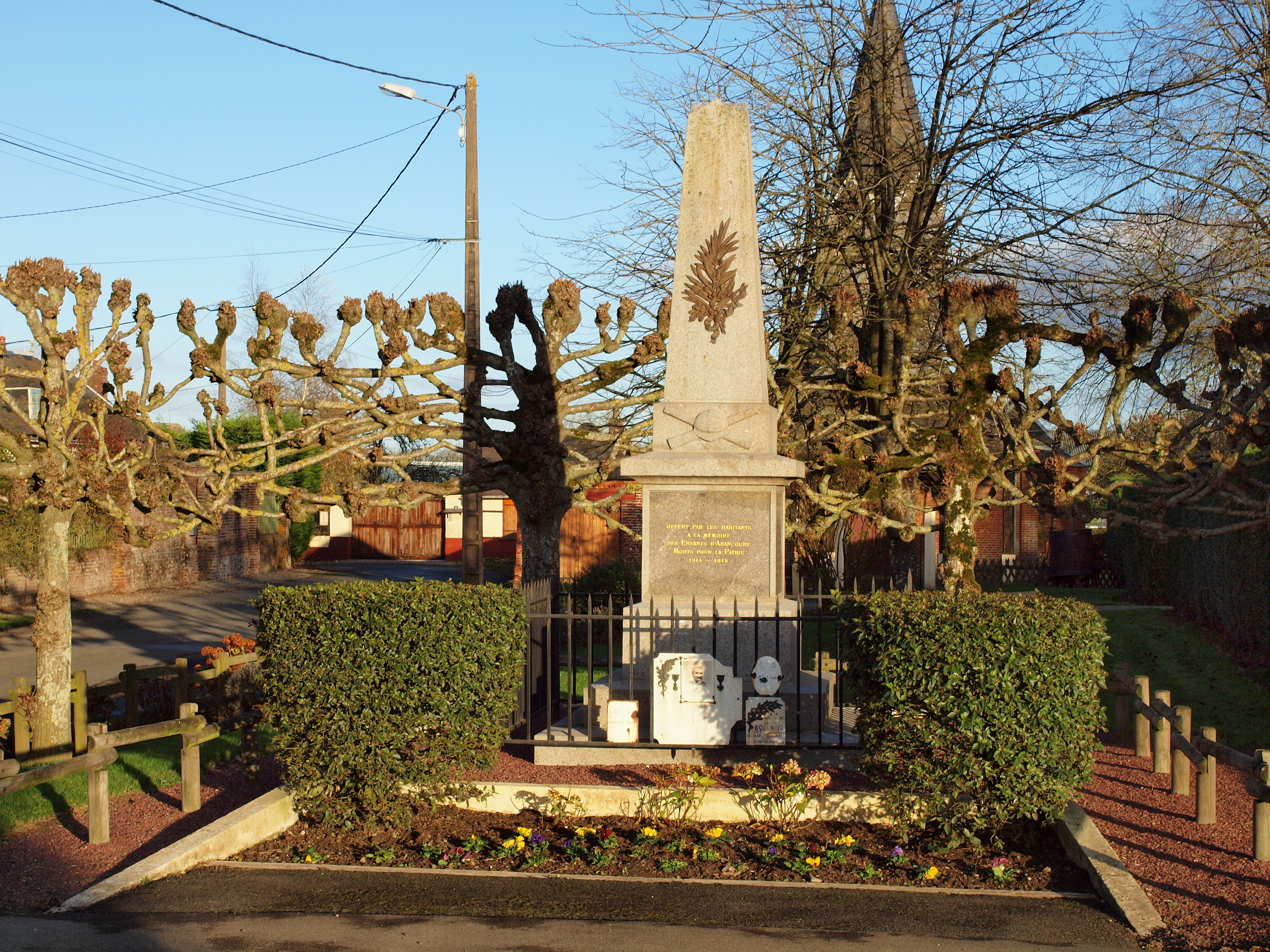
Gefallenendenkmal